# Zygocanna
Zygocanna is een geslacht van hydroïdpoliepen uit de familie Aequoreidae. Dit geslacht werd in 1879 voor het eerst wetenschappelijk beschreven door Ernst Haeckel. Haeckel deelde twee soorten in bij dit geslacht: de nieuwe soort Zygocanna costata, afkomstig van de kust van Nieuw-Guinea, en Zygocanna pleuronota, een soort die oorspronkelijk in 1809 door Péron en Lesueur Aequorea pleuronota was genoemd en afkomstig was van de noordkust van Australië. Later is Z. costata als een junior synoniem van Z. pleuronota aangenomen.

## Soorten[2]
- Zygocanna apapillatus Xu, Huang & Guo, 2014
- Zygocanna buitendijki Stiasny, 1928
- Zygocanna diploconus (Haeckel, 1879)
- Zygocanna planatus Xu, Huang & Wang, 2011
- Zygocanna pleuronota (Péron & Lesueur, 1810)
- Zygocanna purpurea (Péron & Lesueur, 1810)
- Zygocanna vagans Bigelow, 1912